# 42 Draconis
42 Draconis (42 Dra / HD 170693 / HR 6945) o también designada como Fafnir por la IAU, es una estrella situada en la constelación de Draco. Su magnitud aparente es +4,83 y se encuentra a 317 años luz del sistema solar. En 2009 se anunció el descubrimiento de un planeta extrasolar orbitando alrededor de esta estrella.
Fafnir es una gigante naranja de tipo espectral K1.5III con una temperatura efectiva de 4200 K. Tiene un radio 22 veces más grande que el radio solar —comparable al de Arturo (α Bootis)—, y una luminosidad 93 veces mayor que la del Sol.
De masa semejante a la del Sol, es una estrella antigua con una edad de 9490 ± 1760 millones de años.
Fafnir es una estrella de baja metalicidad —abundancia relativa de elementos más pesados que el helio—; su contenido relativo de hierro apenas supone el 35% del encontrado en el Sol.
A diferencia de lo que ocurre en estrellas de la secuencia principal, parece que en gigantes naranjas la presencia de planetas gigantes no está directamente relacionada con una elevada metalicidad.

## Sistema planetario
Desde 2009 se conoce la existencia de un planeta extrasolar gigante orbitando en torno a Fafnir. El planeta, denominado 42 Draconis b o también denominado por la IAU como Orbitar, tiene una masa mínima 3,88 veces mayor que la masa de Júpiter. Se mueve en una órbita moderadamente excéntrica a una distancia media de 1,19 UA. Su período orbital es de 479 días.
| Acompañante (En orden desde la estrella) | Masa (MJ)     | Período orbital (días) | Semieje mayor (UA) | Excentricidad |
| ---------------------------------------- | ------------- | ---------------------- | ------------------ | ------------- |
| 42 Draconis b (Orbitar)                  | > 3,88 ± 0,85 | 479,1 ± 6,2            | 1,19 ± 0,01        | 0,38 ± 0,06   |